# 三咲まお
三咲 まお（みさき まお、1978年3月18日 - ）は、日本のAV女優。TV女優、タレントでもある。
東京都出身。バンビプロモーション所属。
血液型：A型、身長：153cm、スリーサイズ：B83（C）・W58・H85

## 略歴
1996年に「川村みなみ（かわむらみなみ）」としてAVデビュー（川村みなみ時代のプロフィールは、1978年3月6日生まれ、スリーサイズ：B86、W58、H86）。その後、「三咲まお」に改名。
一時、引退していたが復帰、現在は熟女ものや人妻ものを中心に活躍中。

## 人物
趣味:カラオケ。ショッピング。
特技:テニス。水泳。

## 作品

### アダルトビデオ
川村みなみ 名義
1996年
- 敏感チェリー（10月31日、宇宙企画 IM-32）※デビュー作
- 悶絶プリンセス（11月30日、宇宙企画 IM-35）

2005年
- 宇宙企画Memorial 川村みなみ（4月22日、宇宙企画 MDH-046）※「敏感チェリー」「悶絶プリンセス」を収録

三咲まお 名義
1997年
- 新・官能姫 第4章（3月31日、ティファニー UTF-007）※「三咲まお」名義で再デビュー
- ぷるぷるプリンセス 敏感ラブリー（4月22日、ティファニー UTF-008）
- 初体験物語 官能クライマックス 4（4月27日、ティファニー UTF-012）全6名
- 官能プリンセス 3（5月１日、芳友舎 FTV02-76）
- 好きよ！ おじさま 純情充血セレナーデ（5月27日、h.m.p UTF-010）VHS 
  - 好きよ！ おじさま 純情充血セレナーデ（2002年3月28日、h.m.p HODV-00009）DVD
- 犯・姉妹 三咲まお 沢口りな リア・マルティーニ（6月30日、h.m.p UE-0006）全3名
- 100万回の絶頂（7月30日、ティファニー UTF-016）
- すべでの愛しきスケベたち（9月25日、ティファニー UTF-020）
- ロスト 失われた記憶 真木いづみ 小室友里 三咲まお（10月21日、h.m.p HODV00013）全3名
- 続・淫らな腰の天使たち 闇に抱かれた女 三咲まお 麻生早苗 小室友里 内田香織 杉本れいな（10月31日、h.m.p UE-010）全5名
  - 闇に抱かれた女 STORY of LOVE＃3 三咲まお 麻生早苗 小室友里 内田香織 杉本れいな（1999年12月24日、h.m.p/ビデオバンク BNK-00060）全5名
- ミルク色のイブ（11月29日、ティファニー UTF-026）
- クライマックスはお口に (12月30日、ティファニー UTF-028）

1998年
- 三咲まおのエッチ100連発！（1月一日、h.m.p GRV00-80）※「100万回の絶頂」を再編集したもの
- おしゃぶりアイドル絶頂6連発 ぷるぷるファンタジア（1月23日、h.m.p TTF-001）全6名
- 放課後のおしゃぶり 青春ハレンチ 小沢まどか 三咲まお 石川麻矢 水樹ひかり（1月29日、h.m.p TE-001）全4名
- 淫らな純情（2月25日、ティファニー TTF-004）
- スーパーエロすぐり8連発！！ 2（2月28日、エイトマン TE-002）全8名
- ミニスカ・ウェイトレス（4月30日、h.m.p TMC-009）
- いただきます（5月30日、KUKI JF-483）
- 全部見せます！（6月1日、h.m.p GRV00-93）
- スーパーエロすぐり8連発！！ 3 巨乳女教師美乳女子校生編（6月26日、エイトマン TE-005）全8名
- マイグラジュエーション（6月29日、KUKI JF-488）
- 美少女EROS恋写館 39 エッチな気分 三咲まお（7月20日、バウハウス/英知出版 BEV72-65）※イメージビデオ
- 女教師 淫獣学園 三咲まお 瞳リョウ 麻宮淳子（8月1日、アタッカーズ SSP-001）全3名
- 三咲まお まおのHなフルコース！（8月14日、KUKI KDV-010）
  - 三咲まお まおのHなフルコース！（2002年1月19日、KUKI KDH-028）
- ザ・カゲキ（8月31日、SAMM TSV-22)
- 麗しのリップテク・ラブ（9月15日、アトラス21 8A-92）
- VINLハウスの果実たち VOL.9（10月17日、KUKI JF-503）全8名
- スーパーおしゃぶりビデオ（11月1日、h.m.p GRV01-4）※「ザ・カゲキ」を再編集したもの
- 美女崩壊伝説 三咲まお（h.m.p GTV03-40）

1999年
- 制服ラヴァーズ BLACK（1月30日、セクシア（トライハート）SEA-88）
- 熱いのが欲しいの（3月、アトラス21 MM-106）
- 女子校生 淫靡白書 4（6月1日、アイデアポケット HP-011）
- 水の中の果肉 2 スイミングインストラクターレイプ 三咲まお（7月1日、アタッカーズ SHK-085）
- まどかの探偵物語 ファイル1 濃縮版 小沢まどか 寺田農  三咲まお 牧本千幸 ほか（8月7日、h.m.p GRV01-7）
- そっと優しく囁いて 小沢まどか 三咲まお（9月2日、h.m.p HODV-00017）
- Angel（9月23日、アイデアポケット AN-034）
  - Angel 2（11月19日、アイデアポケット AN-039）
- C-SHOCK 3 コスチューム・ショック 3（10月1日、Mr.プレジデント MDS-18）
- あなたが選ぶ 制服ラヴァーズ the BEST 三田友穂 三咲まお 七瀬あゆみ 沢田悠理 つかもと友希（11月19日、トライハートコーポレーション SEA-139）全5名
- Vアダルトシネマ 濡れ場総集編 三咲まお、瞳リョウ 小沢まどか ほか（11月30日、h.m.p CE-003）多数出演

2000年
- 狂鬼暴姦（1月8日、フリーク ビジョン FRV-06）
- 新・官能姫スペシャル（1月22日、h.m.p VTF-001）全7名
- 「痴」女優 Vol.9（4月1日、ワープエンタテインメント CH-009）
  - 「痴」女優 Vol.9（2001年7月28日、ワープエンタテインメント CHD-009）
- 三咲まおがS.O.Dの一日全裸社員になりました。（5月25日、ハムレット SSP-006）※引退記念作品
- 監禁家庭教師（7月5日、ハムレット BABE-017）
- レースクィーン 三咲まお 桜沢奈々子 岡崎美女 流星ラム ほか（9月1日、ムーディーズ MDC-002）全9名
- Gallery 三咲まお（10月20日、ビデオバンク BNK-00015）
- SHOW TIME 三咲まお 桜菜々（11月24日、セクシア PKD-7）
- アイドルシャワー No.01（12月15日、ソフト・オン・デマンド PW-001）
  - アイドルシャワー No.01（2008年10月9日、ソフト・オン・デマンド LGND-008）

2001年
- Tiffany 20 flowers ティファニー伝説の20人 夕樹舞子 小室友里 三咲まお 小沢まどか ほか（1月22日、ティファニー LTF-001）全20名
- 女教師 淫獣学園 三咲まお 麻宮淳子 瞳リョウ（5月1日、アタッカーズ DSP-001）全3名
- 三咲まおベストセレクション（5月20日、ソフト・オン・デマンド SSP-023）VHS
  - 三咲まおベストセレクション（5月20日、ソフト・オン・デマンド SDDL-020）DVD
- コスプレ道 DX 三咲まお 森川珠里 白石みゆき 加藤愛美 吉川みなみ 吉井美希（6月10日、ビデオバンク BNK-00055）全6名
- アイドルシャワーシリーズ 第2巻(カップリング1・6) 三咲まお 星乃舞（7月7日、ソフト・オン・デマンド SDDL-032）
- AV2001 Vol.1（7月20日、ビデオバンク ARD-026）全20名
- Sex Dreamer（9月21日、ジーオーティー RAA-043）全6名
- STAR BOX Vol.3 三咲まお（9月22日、ワープエンタテインメント SBD-003）
- 激唇 super vol.1 三咲まお 若菜瀬奈 草凪純（11月9日、メディアバンク ADD-3）全3名
- KUKI 20th Anniversary White（12月15日、KUKI KDV-107）全15名
- Angel 千夏ゆい 三咲まお（12月19日、アイデアポケット DAN-006）
- 10人娘デビューメモリアル 初めてなのにエッチ（12月22日、h.m.p MPD-014C5）全10名
- 真夜中の女 オーバー ザ ナイト（12月28日、h.m.p HODV-00038）全6名

2002年
- 音シリーズ第3巻 三咲まお TAKAKO（2月8日、ソフト・オン・デマンド SDDL-107）
- コスプレベストセレクション VOL.1（3月5日、ソフト・オン・デマンド SDDL-117）多数出演
- 上司と情事 禁断の会議室（3月7日、ジーオーティ DDD-021）全8名
- 瞳リョウ ＆ 三咲まおの淫語（3月9日、ソフト・オン・デマンド SDDL-120）
- レイプドラマBABEシリーズ 第6巻 三咲まお つかもと友希（4月9日、ソフト・オン・デマンド SDDL-134）
- 三咲まおの淫語（4月15日、ソフト・オン・デマンド BUN-005）
- 瞳リョウ&三咲まおが SODの1日全裸社員になりました。（5月17日、ソフト・オン・デマンド SDDL-147）
- 大制服プレミアム 制服美女12人Mix（5月21日、ビデオバンク BNDV-20019）全12名
- A.I. ATLAS INTEGRAL（6月21日、アトラス21 AVD-100）全50名
- 死夜悪THE BEST 18 ～水の中の果肉スペシャル～ 三咲まお 若林樹里 麻生早苗（8月8日、アタッカーズ ATKD-017）全10名
- BABEレイプ作品集 第2巻（11月4日、ソフト・オン・デマンド SDDL-212）全10名
- 3P 30人の悶絶アイドル（11月10日、ビデオバンク BNK-50011）全30名
- SAMM BEST EROTICISM（11月21日、ビデオバンク BNDV-00074）全24名

2003年
- FACE62 三咲まお 筒見友（1月16日、アウダースジャパン FA-062）
- Angel Premium VOL.2（2月8日、アイデアポケット ANPD-002）全20名
- 宇宙企画Debut Collection 1 A級アイドル誕生の瞬間（2月28日、宇宙企画 MDS-123）全20名
- 痴女視線（5月1日、ワンズファクトリー CS-102）
  - 痴女視線（2004年2月1日、ワンズファクトリー RRW-36）
- ザ 騎乗Bomb 4時間（5月2日、ビデオバンク BNDV-00122）全24名
- 濡れてスケスケ（6月1日、バニーズバニー BSB-D10）
- 誘惑（6月2日、アローンワークス MA-001）
- 女優拘束マニア 13（7月1日、ワンズファクトリー MC-113）
- 死夜悪アンソロジー 3 よしい美希 吉川結衣 坂巻リオナ 三咲まお ほか（8月8日、アタッカーズ ATAD-003）多数出演 ※32タイトルを編集
- Angel HYPER 夏娘編（8月8日、アイデアポケット IDBD-034）全8名
- 超高級ソープ（8月15日、TMA 11ID-58）
  - 高級ソープ（8月15日、TMA TWV-27）
- 好色夫人（9月4日、ドリームチケット EXD-28）
- 三咲まお、百華の超高級○本ピンサロ嬢 三咲まお 百華 武村リナ（9月5日、SODクリエイト OTS-003）全3名
- 濡れスケ 厳選凝縮版 上巻（11月1日、バニーズバニー BNS-001）全10名
- 濡れスケ 厳選凝縮版 中巻（11月1日、バニーズバニー BNS-002）全10名
- 濡れスケ 厳選凝縮版 下巻（11月1日、バニーズバニー BNS-003）全10名
- えげつないほどエロい極上絶品三つの猥褻。三咲まお（11月7日、桃太郎映像出版 WST-01）VHS
  - えげつないほどエロい極上絶品三つの猥褻。三咲まお（11月7日、桃太郎映像出版 WSTD-1）DVD
- 三咲まおの表に出せないビデオのDVD（12月2日、エイチ・エス映像 OVD-019）
- セレブアイドル無差別レイプ19人（12月12日、イエローボックス YD-217）全19名
- 超高級ソープCOLLECTION 4時間（12月18日、TMA ID-11092）全6名
- 騎乗メガファック（12月21日、h.m.p WOM-2）全12名

2004年
- 三咲まお 完全版（1月1日、ワンズファクトリー WX-117）
- 究極監禁MAX 〜168時間の記録〜 三咲まお（2月8日、アタッカーズ ATID-007）
- 淫獣伝説 蘇る凌辱の記憶（3月8日、アタッカーズ ATKD-048）全6名
- ヴァーチャル遊戯（3月15日、マルクス兄弟 MAD-072）
  - ヴァーチャル遊戯（12月8日、マルクス兄弟 SMA-013）
- 絶対ハメ撮りマニア 120分（3月15日、マルクス兄弟 MAD-073）全4名
- イカセ4時間 三咲まお 三代目葵マリー（4月23日、ミリオン（ケイ・エム・プロデュース）MILV-152）
- Wild Thing! 10 三咲まお（4月23日、桃太郎映像出版 WI-48）
- BEST OF DREAMTICKET EX◆SPECIAL 2（4月29日、ドリームチケット WDD-003）全17名
- 「さよならが言いたくて…」 小沢まどか 三咲まお 金沢文子 鈴木麻奈美（4月30日、桃太郎映像出版 SEND-6）
- 女優 拘束マニア Complete Edition（5月1日、ワンズファクトリー TW-104）全19名
- 100人のマ○コ（6月1日、ワンズファクトリー TX-102）全100名
- 激淫ナース ～太くて固い注射が好き（6月11日、デジタルドリーム DDD-201）全8名
- 奴隷女教師 夢魔の淫戯 三咲まお（6月18日（レンタル）／10月22日（セル）、シネマジック VS-751/DD-111）
- 女優大名鑑 3（7月1日、ワンズファクトリー TW-109）全15名
- 100人のイキ顔（7月1日、ワンズファクトリー TX-103）全100名
- 女教師 ノーパン授業中出し20連発 三咲まお（7月8日、アイエナジー IESP-071）
- TMA超絶Queen極6時間（7月16日、TMA ID-12046）全29名
- アタッカーズ7周年記念スペシャル 淫獣女狐の欲望 三咲まお 姫咲しゅり 筒見友 つかもと友希 岡崎美女 小室芹奈 渡瀬晶 風間恭子 杉森風緒（8月8日、アタッカーズ SSPD-011）全9名
- ATLAS TWENTY ONE（8月20日、アトラス21 AVD-200）※アトラス10周年、200タイトル目達成記念作品 全60名
- レズビアンKISS 接吻 憧れの先輩と私。三咲まお 黒崎扇菜（9月1日、MOODYZ MDLD-221）
- 監禁凌辱 極道の女 三咲まお はらだはるな 黒崎扇菜 林由美香 倉木ノン 香取みお（9月8日、アタッカーズ SSPD-012）全6名
- 超高級風俗特選街 ○本大人のパーティー・○本ピンサロ・○本デート嬢（9月9日、ソフト・オン・デマンド OTS-015）全6名
- 流出!!有名女優 無修正 麻宮淳子 夕樹舞子 光月夜也 流星ラム 三咲まお（9月22日、北都 IHWD-001）全5名
- デジタルモザイク Vol.55 三咲まお（11月15日、MOODYZ MDED-307）
- 強引なアナルの楽しみ方 3（11月18日、アイエナジー NQP-006）全16名
- イイ女狩り 4 三咲まお 藤森かおり Aoi. 瀬名涼子 矢崎茜 可憐百合 畑野まゆみ（11月19日、うまなみ。 UMAV-023）全7名
- もしもこんな超高級ソープがあったら…。 3 三咲まお 藤森かおり 水来亜矢 Aoi. 松坂樹梨 畑野まゆみ 可憐百合（11月26日、ケイ・エム・プロデュース/うまなみ。 UMAV-025）全7名
- G1ダービー 第2レース（12月1日、ワンズファクトリー WD-102）全10名
- マルクス☆レジェンド NON STOP 4時間（12月8日、マルクス兄弟 SAK-010）全10名
- Hな働くお姉さんの時間外勤務 三咲まお 伊吹理沙 すぎはら美里 薫桜子（12月16日、アイエナジー IE-163）全4名

2005年
- 女辱大全（1月8日、アタッカーズ ATKD-066）全9名
- 痴女行為の虜になった私たち3人 三咲まお 黒崎扇菜 立花里子（1月8日、ドグマ DDN-89）全3名
- 手を使わずオナニーで濡らして 三咲まお 紅音ほたる 菊原まどか 中山千秋 橋本アキナ 京野あすか 瀬玲奈 塚原りお 福下美緒（1月20日、甲斐正明事務所（ブリット）KAIM-001）全9名
- ザーメンアンソロジー 1（3月8日、アタッカーズ ATAD-016）全26名
- 三咲まおスペシャル（3月8日、アタッカーズ ATKD-069）
- 拘束椅子トランス 三咲まお（3月8日、ドグマ DDT-113）
- 発情パフォーマンス 視線で犯す女 三咲まお（3月17日、隼エージェンシー PVH-010）
- Fero-mode 妖艶なる淫女編 中島京子 三咲まお 桜月舞（3月18日、桃太郎映像出版 SEND-28）
- Fero-mode 魅惑のお姉さん編 三咲まお 桜月舞（3月18日、桃太郎映像出版 SEND-31）
- 巨乳中出し240 7（4月15日、隼エージェンシー DVH-256）全6名
- 痴女愛好家 三咲まお（4月16日、ガッツ OJD-1）
- 女優を引退に追い込んだ 過激レイプ映像（4月22日、レッジェ LJJG-001）全6名
- オナニーナビゲーション S嬢編 小林かすみ 三咲まお 杏ちはや（5月16日、GUTS ONB-02）全3名
- 痴女捜査官（6月3日、タカラ映像 DCOW-49）
- 誘惑ミセス 68（6月17日、U&K WF-68D）
- うまなみプレゼンツ6 イイ女狩り 4時間 三咲まお 三上翔子 北山静香 松坂樹梨 今野由愛 水来亜矢 川久保アンナ 沖那つばさ ほか（6月24日、ケイ・エム・プロデュース MILD-320）うまなみ。作品『イイ女狩り4』のセルDVD化作品 全14名
- オナニー・パラノイア（7月15日、ドグマ DDQ-007）
- 大人の旅百選 三咲まお（7月21日、ナチュラルハイ NHDT-195）
- 性感ペット調教エステ ROOM337 三咲まお ミュウ（8月1日、ウエストメディア WFB-013）
- 手コキ痴獄 「手゛ちゃう!」 VOL.3（8月5日、U&K STE-03D）
- 人妻膣内射精 2 三咲まお 雨宮里子 みずなあんり（8月5日、タカラ映像 SANK-35）全3名
- ATTACKERS イラマチオBEST（8月7日、アタッカーズ ATKD-076）全16名
- カリスマ女優プライベートSEX4時間（8月13日、マルクス兄弟 SMA-098）全10名
- 超高級ソープ4時間SPECIAL 4 三咲まお 三上翔子 宏岡みらい 藤森かおり 松井はるか 今野由愛 真咲奈々 本城さや ほか（8月19日、ケイ・エム・プロデュース MILD-339）うまなみ。作品『もしもこんな超高級ソープがあったら…。3』のセルDVD化作品 全14名
- 高級ソープCOLLECTION PORTABLE（UMD Video）（9月9日、TMA TPS-005）全6名
- 世話焼き団地妻 集団痴女に行く先々でおせっかいなSEX調教うけてみませんか? 三咲まお 結衣 西条麗 真田ゆかり 藤原きりか（9月23日、アリスJAPAN KS-8722）全5名
- レ・ズ・ビアン20 三咲まお 菊原まどか（10月7日、U&K QU-20D）
- やっぱ!中出しでしょ 3 10人の中出し姫 三咲まお 一条美穂 夜桜すもも 江口美貴 風果なつ 姫川麗 君嶋もえ 田中梨子 菊原まどか 小峰由衣（10月13日、隼エージェンシー DVH-290）全10名
- 女優拘束マニア 4時間 DX2（11月1日、ワンズファクトリー AW-147）全9名
- 猥褻委員会推奨 レズに堕ちた女たち 三咲まお 沙耶華 (京乃あづさ) 相沢夢 桜月舞 ほか（11月3日、桃太郎映像出版 OLED-05）多数出演
- 究極監禁GIGAMAX 三咲まお 憂木瞳（11月7日、アタッカーズ ATKD-083）
- 歴代超有名AV女優 蔵出し映像流出！ 三浦あいか 長瀬愛 夕樹舞子 藍井る加 三咲まお（12月13日、オフサイド企画 OGOD-001）全5名
- 灼熱デジモレズカップル 三咲まお 苺みるく 常夏みかん（12月19日、クロス CRPD-017）全3名

2006年
- HAYABUSA SUPER BEST 4時間 -20人のイケてる女たち-（1月13日、隼エージェンシー DVH-307）全20名
- 挿入部ばかり集めました 27人4時間（1月13日、MOODYZ MIBD-032）全27名
- 裏AV女優名鑑（1月25日、裏座 UAKL-001）全11名
- 美人教師狩り 5 三咲まお 菊原まどか 椎名あきら 岡本沙織 福山洋子 桜月舞 廣瀬ミナ つかもと友希 森咲小雪 結城真美 ほか（2月17日、クリスタル映像 MCDV-109）全12名
- 人妻ひざまくら（2月19日、CROSS CRPD-030）全4名
- 痴女惑星（4月1日、ワンズファクトリー AW-181）全5名
- 激（生）映像!裏・インジャン 三咲まお 幹野果琳 結城はるか 森永心愛 後藤美咲 桜田さくら（4月19日、クロス CRPD-051）全6名
- 近親妻 私、義弟との不倫がバレて義父に犯され中出しされました 三咲まお（5月12日、隼エージェンシー HDV-030）
- 誘惑ミセス BEST of BEST 第1巻（5月26日 U＆K BES-03d）全18名
- フェラコレ2006夏（6月10日 隼エージェンシー DVH-331）全25名
- 有名AV女優24人4時間収録の表に出せないビデオ完全版 1（6月28日、エイチ・エス映像 OVD-501）全24名
- 近親相姦9ストーリー 三咲まお 伊沢涼子 高倉梨奈 矢吹涼子 藤見玲 星野亜美 姫乃あん 白瀬あいみ 水咲葵（7月10日、隼エージェンシー DVH-341）全9名
- こだわりの手コキ 4時間SP 40人のハンドメイド（7月10日 隼エージェンシー DVH-339）全40名
- DIGITAL MOSAIC SEX MACHINE 藤森かおり 三咲まお（7月19日、クロス CRPD-077）
- メガネ人妻PARADISE 三咲まお 桜田さくら 結衣 山咲ちゆり 森咲小雪 石田ゆりあ 浅野みみ 椎名実果 ささきふう香 Aoi. 麻生岬（7月19日、クロス CRPD-086）全11名
- オナニスト 第14章（8月10日、隼エージェンシー DVH-347）全40名
- 「熟女の口はもっと嘘をつく。」熟雌女ANTHOLOGY #013 三咲まお（9月15日、アウダースジャパン PSD-238）
- U&K人気女優BEST 第1巻 立花里子 安原真美 三咲まお（12月24日、U&K UJB-01D）全3名

2007年
- 「熟人妻の口は嘘をつく。」 熟雌女anthology special ＃003（3月8日、アウダースジャパン PSSD-072）全5名
- 癒らし。ずっとアナタを忘れない 〜大人の恋愛 VOL13〜 三咲まお 29歳（6月14日、アウダースジャパン PSD-284）
- 昼下がりの犯され妻 10人の奴隷妻 7（6月16日、隼エージェンシー DVH-406）全10名
- 特選 近親相姦（6月16日、隼エージェンシー DVH-408）全12名
- 溜池ゴローのうれごろ日記 三咲まお（7月4日、ミル MI-016）
- 性戦!! エロテロリストな女たち 2 私たちのグッチョグッチョマンゴは凄いわよ! 三咲まお 華美月 鈴森麻衣 天海ゆう 中山美嘉（8月19日、桃太郎映像出版 ALD-58）全5名
- 「手コキ」ベストコンプリート 2 上巻（8月31日、U＆K UCT-04d）多数出演
- 小沢まどかのエロ探偵物語 小沢まどか つかもと友希 三咲まお 瞳リョウ 風間麻衣 ほか（10月31日、ビデオバンク BNDV-80030）＊「まどかの探偵物語 ファイル1」「まどかの探偵物語 ファイル2」を収録
- Best Scene of 癒らし。 ～大人の恋愛～（12月21日、アウダースジャパン PSSD-103）全7名

2008年
- 「熟夜嬢の口はもっと嘘をつく。」 熟雌女anthology special ＃006（1月11日、アウダースジャパン PSSD-104）全7名
- AV殿堂作品!!S級女優COLLECTION 8時間 VOL.1（1月19日、A-BOX ABOD-214）全12名
- 拘束椅子トランスベストVol.4 紋舞らん 姫咲しゅり 仲村もも 天衣みつ 三咲まお（3月19日、ドグマ DDT-179）全5名
- すべてまるごと見せます!超S級女優 山咲舞 三咲まお 藍山みなみ（3月19日、桃太郎映像出版 SEXD-016）全3名
- 10年まるごと特別総集編 痴女優 4時間（4月15日、ワープエンタテインメント DSD-094）全47名
- 巨乳女教師狩り 三咲まお 我那覇レイ 石原あすか 大石もえ 山口玲子 黒田さな 神崎麗子 押切あやの 山咲愛 宝生真奈美 ほか（5月30日、クリスタル映像 CADV-54）全14名
- フェラチオspecial VOL.2 癒らしVersion（7月4日、アウダースジャパン PSSD-113）全16名
- 強制フェラ・ベスト vol.4（9月19日、Dogma DDT-199）全7名
- 完全限定生産 SOFT ON DEMAND ClassicBox GOLD（10月9日、ソフトオンデマンド SDDS-014）全10名

2009年
- 「熟女社長の口はもっと嘘をつく」熟雌女anthology special ＃010 三咲まお 望月加奈 瀬戸ゆうき 白鳥美鈴 間宮いずみ 山口玲子（1月9日、アウダースジャパン PSSD-131）…オムニバス作品 全6名
- ATTACKERS 女優名鑑 4 三咲まお 橘未稀 (石川麻矢） 三田友穂 風間ゆみ 矢沢ようこ 夢野まりあ 川浜なつみ（2月7日、アタッカーズ ATAD-059）全7名
- 痴女づくし 15人（4月7日、桃太郎映像出版 ALD-220）全15名
- 人妻8時間 3 三咲まお 牧本千幸 風間ゆみ あずま樹 翔田千里 深津映見 ほか（4月15日、ハヤブサ WED-020）全30名
- 超人気絶品女優 働く女30人 三咲まお 小澤マリア 真咲南朋 沢口あすか 黒崎扇菜 高瀬りな 三浦沙耶香 nao. 桜朱音 紅音ほたる ほか（5月7日、桃太郎映像出版 ALD-226）全30名
- CROSSレズビアントリプルFUCKベスト4時間 三咲まお 苺みるく 坂本愛海 高瀬七海 伊藤あずさ @YOU 仲村もも 立花里子 紅音ほたる 南波杏 ほか（5月19日、クロス CRAD-022）全29名
- 人妻百景 4時間 三咲まお 安原真美 姫野愛 立花瞳 西条麗 ほか（6月19日、U&K HYA-03）全21名
- 溜池ゴローの世界 15人の猥褻な熟女たち Vol.2 三咲まお 吉野碧 三田村夕希 広瀬奈央美 楠真由美 楓アイル 玉置マリア 翔田千里 他（7月25日、エマニエル EMAM-002）全15名
- 「大御所の口はもっと嘘をつく。」 熟雌女anthology special #015 三咲まお 友崎亜希 倖田李梨 中森玲子（中林礼子） 北条麻妃 白鳥美鈴 葉月由良 志村玲子（9月4日、アウダースジャパン PSSD-155）全8名
- レズの鬼 2 レズぶったぎり2時間 三咲まお 菊原まどか 東野愛鈴 桃咲まなみ ひなの 川瀬七夏 響鳴音 蒼月ひかり 亜佐倉みんと 富永ルナ 林マリア 飯沢もも 佐伯奈々 堀口奈津美 (恩田ほのか）（9月18日、LADIES♀ROOM LADS-046）全14名
- 手コキ 百景4時間 三咲まお 紅音ほたる 風間ゆみ 南沙也香 伊藤あずさ 楓アイル 野々宮りん 立花里子 安原真美 ほか（12月18日、U&K HYA-07）全16名

2010年
- 淫欲まみれの美人妻 Vol.01 三咲まお（1月1日、エマニエル EMAN-001）
- 痴女8時間（2月19日、Mr.IMPACT IPC-007）全30名
- 魅惑のレズビアン4時間ベスト（9月19日、CROSS CRAD-038）全28名

2011年
- 大好き！！淫乱美女！！ 三咲まお（6月13日、Mr.IMPACT FLM-032）

2012年
- The Best Combination of 癒らし。大人の恋愛 愛蔵版 三咲まお 望月加奈 風間ゆみ 友田真希（2月2日、アウダースジャパン PSSD-237）全4名
- ありがとう10周年! イカセ4時間BEST 9時間スペシャル（3月9日、Million MILD-755）全43名
- 懐かしのAVアイドル BEST4時間 980（3月16日、GLAY’z BUR-370）全16名
- 完全保存版！！エロガール 2！！8時間！！2枚組（9月25日、ハヤブサ WED-086）全4名

2013年
- 「熟女の口はもっと嘘をつく。」熟雌女ANTHOLOGY #013（11月8日、アウダースジャパン NPD-063）

発売年不明
- 三咲まおの音 Fuckin’on（ソフト・オン・デマンド SENZ-013）VHS
- 裏ルームサービス 三咲まお（ワープエンタテインメント UR-001）VHS
- 電話中の女 三咲まお（ワープエンタテインメント DO-001）VHS
- 三咲まおの表に出せないVHS（エイチ・エス映像 OV-19）VHS
- まんこ丸見え!!完全裏ビデオ 44 三咲まお（MAN企画 MAN-44）VHS
- 若妻の匂い 三咲まお（光夜蝶 WND-083）VHS

他

### アダルトビデオ（無修正）
- スーパーAVガール Vol.1（2003年12月18日、? SAG01）
- アンモラル Vol. 3（2004年1月8日、ナインス UNM03）

### オリジナルビデオ
- 野外天国 公然猥褻の女たち（1999年2月26日、ピンクパイナップル＝ケイエスエス販売）監督:山川直人 - 主演 [3]
- 檻の中の令嬢（1998年4月21日、ミュージアム）監督:光石富士朗 - 主演 [4]
- くりいむレモン エスカレーション 天使の翼（1997年3月21日、JVD）監督:葉山陽一郎 [5]
- 尻を撫でまわしつづけた男 痴漢日記 6（別題:痴漢日記 6 尻を撫でまわしつづけた男）（1998年4月10日、東映ビデオ）監督:富岡忠文 [6]
- Taboo 2 溺愛 兄妹（1999年8月27日、ジェイブレジデント ネオシネマ事業部）監督:雪村春樹 - 主演 [7]
- 喘ぐ女 声優凌辱（2000年6月21日、ミュージアム）監督:種井亮太 [8]

## テレビドラマ
- 作家 小日向鋭介の推理日記 第2作 呪われた文学賞 受賞の報告は殺人予告!? 三人の美人作家が描く母の思い出に連続殺人の秘密が…（1999年2月13日、テレビ朝日・土曜ワイド劇場）- 雄治の愛人 役

## テレビ番組
- のりノリ天国（1996年10月 - 2003年3月、サンテレビ）

## 書籍

### 写真集
- Wet Dream 完全露出裸美少女12人永久保存写真集（1997年11月25日、司書房）撮影:横山こうじ 全12名 ISBN 9784812800843
- PHOTO ALBUM 3 厳選美少女63人の永久保存アルバム 美月まなか 三咲まお 夏樹みゆ ほか（1997年12月30日、英知出版）撮影:斉木弘吉 小沢忠恭 ほか 全63名 ISBN 9784754211844
- Chipu（1998年7月10日、英知出版）撮影:若杉憲司 ISBN 9784754212018
- 裸小説 LA-SHOUSETSU 星野杏里 小沢まどか 矢沢ようこ 永井まどか 三咲まお ほか（1998年11月1日、ベストセラーズ）撮影:荒木経惟 全20名 ISBN 9784584170755
- フォトアルバム 4 酒井若菜 優香 川島和津実 三咲まお ほか（1999年2月25日、英知出版）全53名 ISBN 9784754212209
- Love Dream 瞳リョウ 小沢まどか 井上詩織 三咲まお ほか（2000年1月15日、桃園書房）全18名 ISBN 9784807832842

### 雑誌
- Bejean 1996年9月号、1997年8月号、10月号（両面等身大ポスター:英知バウ子&三咲まお）、12月号（英知出版）
- PHOTO SHOT Vol.18（1996年10月25日、英知出版）
- ザ・ベストMAGAZINE 1997年2月号（ベストセラーズ）
- アクションカメラ 1997年2月号（ワニマガジン）
- すッぴん 1997年3月号（英知出版）
- ザ・ベストMAGAZINE SPECIAL 1997年5月号（ベストセラーズ）
- URECCO 1997年6月号、8月号、2000年2月号（ミリオン出版）
- ビデオボーイ 1997年6月号、12月号、1998年3月号、7月号（英知出版）
- Dr.ピカソ 1997年7月号（バウハウス）
- ベストビデオ 1997年7月号、10月号（袋とじ特大ピンナップポスター:三咲まお）（三和出版）
- PIXIE・17 NUMBER-05（1997年7月20日、バウハウス）
- ACTRESS 1997年8月号（リイド社）
- ザ・ナイス MAGAZINE 1997年8月号（司書房）
- マガジン・ウォー 1997年8月号（マガジン・マガジン）
- デラべっぴん 1997年9月号、1998年4月号、8月号（英知出版）
- ザ・ビッグMAGAZINE 1997年9月号（大洋書房）
- SUPERデラPin 1997年9月号（英知出版）
- PHOTO SHOT Vol.27（1997年10月31日、英知出版）
- オレンジ通信 1997年12月号（東京三世社）
- アップル通信 1998年2月号、2000年2月号（三和出版）
- PHOTO SHOT Vol.29（1998年2月25日、英知出版）
- ビデオメイトDX 1998年4月号（コアマガジン）
- 週刊ポスト 1998年7月3日号（小学館）
- Beppin School 1998年8月号（英知出版）
- PHOTO SHOT Vol.32（1998年8月25日、英知出版）
- PIXIE・17 ピクシー・セブンティーン NUMBER-08（1998年9月1日、バウハウス）
- 宝島 1998年9月2日号（宝島社）
- インディーズ王 VOL.3 1999年11月号（東京三世社）
- インディーズ・ネット 2000年2月号（新英社）
- Hなお姉さんが好きです（2000年2月25日、桃園書房）
- AVリアルファイル（2000年5月1日、英和出版）
- イケイケお嬢さんの危ない体験（2001年9月15日、桃園書房）
- ビデオインディーズ徹底攻略 2003年9月号、11月号（司書房）
- MEDIA FREAK 2005年8月号（メディアフリーク）